# Histoire du sabre japonais
 (juillet 2009).
Si vous disposez d'ouvrages ou d'articles de référence ou si vous connaissez des sites web de qualité traitant du thème abordé ici, merci de compléter l'article en donnant les références utiles à sa vérifiabilité et en les liant à la section « Notes et références ».
Pour un article plus général, voir sabre japonais.
Classiquement, l'histoire du sabre japonais est divisée en cinq principales périodes historiques. Les sabres jōkotō, antérieurs au VIIe siècle sont le plus souvent droits, à double tranchant et de faible qualité. Ils représentent le prototype à partir duquel va évoluer le sabre japonais habituel. Viennent ensuite les sabres kotō (VIIe-XIVe siècles), marqués par le développement d'une forme courbe et un raffinement des techniques de forge. Si la longueur et l'équilibre des lames varie en fonction des époques, les styles régionaux tendent à converger vers un modèle commun.
À partir du début du XVe siècle et jusqu'à la révolution Meiji, on parle de shintō, « nouveaux sabres ». Les premiers temps de cette époque, marqués par la guerre civile, voient la production de sabres de qualité inférieure, y compris sur le plan esthétique, du fait de l'utilisation de matériaux de moins bonne qualité et de la nécessité de répondre à la demande. En revanche, l'accès définitif au pouvoir d'une classe guerrière alimente la demande pour des productions très soignées et ornementées, tendance qui se poursuit ensuite durant la longue paix de la période Edo.
La fin de l'ère Edo voit l'interdiction du port du sabre. Celui-ci devient une œuvre d'art, considérée comme un élément du patrimoine artistique japonais. Les sabres produits au cours de cette période, dits shin-shintō, démontrent une recherche d'originalité et de créativité dans le cadre des techniques traditionnelles. Cette recherche se poursuit dans la fabrication des sabres contemporains gendaitō.

## Lejōkotō: ancêtre du sabre japonais

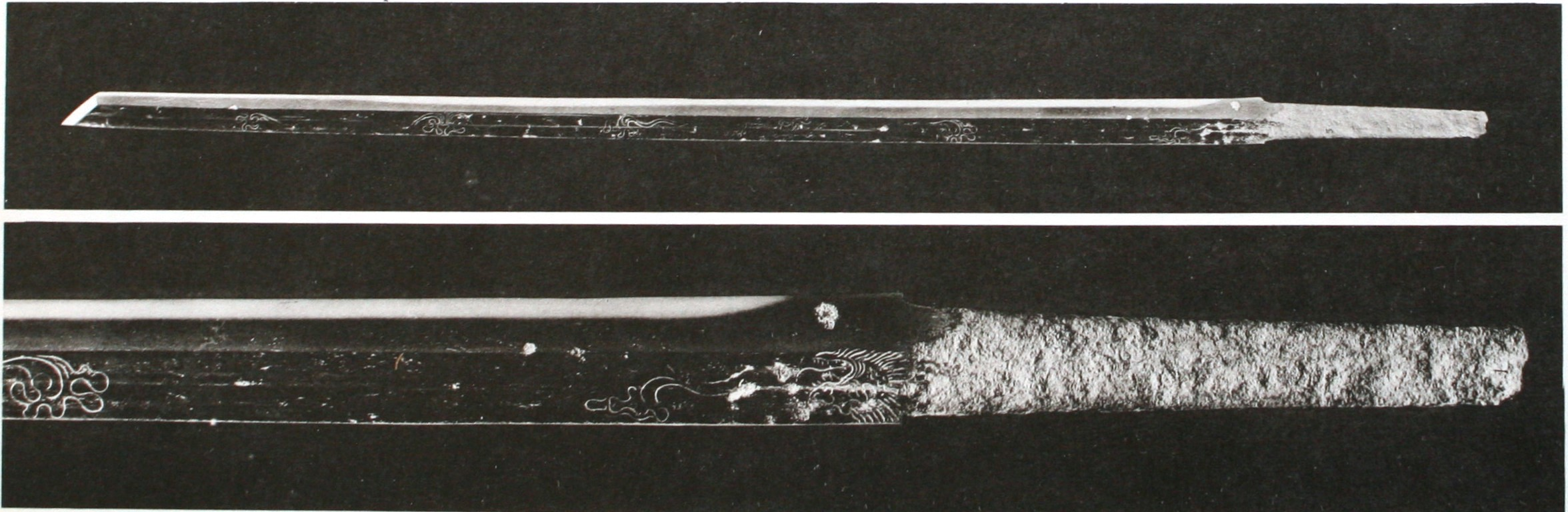
Jōkotō dénommée La Grande Ourse

En japonais, le terme jōkotō (上古刀) désigne toute forme de sabre ou d'épée antérieure au milieu de l'ère Heian (794-1185). On retrouve dans cette catégorie le tsurugi, le tachi, le warabite-no-tachi et le tosu.
D'après les archéologues japonais, les jōkotō firent leur apparition pendant l'ère Yayoi, où les techniques du travail des métaux sont importées du continent (essentiellement la Chine). On retrouve les premières références sur les sabres japonais dans le Kojiki (古事記, 712) et le Nihon shoki (日本書紀, 720), œuvres littéraires majeures de l'archipel.
Bien que quelques lames soient intéressantes du point de vue historique puisqu'elles représentent les prototypes de ce que l'on appellera nihontō, mot servant à désigner ce que l'on appelle aujourd'hui sabres japonais, elles sont le plus souvent de faibles qualités artistique et technique. La forme des sabres n'est pas encore fixée, mais en général, les jōkotō sont des lames droites à double tranchant, forgées dans un seul type de métal. Il arrive que certaines soient courbes, mais cela reste accidentel. Les trempes ne sont pas encore partielles et sont souvent chaotiques, ce qui rend les lames particulièrement fragiles.
Toutefois, nombre de pièces retrouvées sont restées dans un état remarquable et parmi celles-ci, quelques-unes correspondant aux critères de sélection pour la dénomination de « sabre japonais » sont considérées aujourd'hui comme des pièces maîtresses.
L'évolution des techniques permettant de passer du jōkotō au véritable sabre se produit seulement pendant la période de Nara. Ces techniques comprennent principalement :
- la forge basée sur le tri sélectif du métal employé ;
- la trempe partielle ;
- le pliage du métal en fines lamelles superposées.

## Les sabreskotō
Le terme kotō (古刀) désigne tous les sabres forgés pendant la période allant de la seconde moitié de l'ère Heian jusqu'à l'ère Muromachi. C'est d'abord le chokutō, souvent utilisé par la suite comme objet liturgique et successeur immédiat du warebite-tō, le peu connu mokusa-tō (舞草刀), plus particulièrement utilisé par le clan Fujiwara de Ōshū. Puis apparaît rapidement le tachi, et un peu plus tard l’uchigatana, le kodachi, le tantō et les autres types de lames japonaises.
Traditionnellement, on classe les œuvres de cette période selon cinq grandes traditions (géographiques et techniques) appelées Mino, Yamato, Yamashiro, Bizen et Sōchu.
L'évolution des sabres kotō se divise selon quatre périodes :
1. Fin Heian au début de Kamakura ;
2. Milieu à fin de Kamakura ;
3. Ère Nanboku-chō ;
4. Ère Muromachi.

### Fin Heian, début Kamakura
La période Heian marque une perte de pouvoir du gouvernement central envers les clans. Cette perte va se traduire par des guerres sporadiques, sources d'observations utiles à l'amélioration des techniques de forge. En même temps, ces guerres incitent les nobles à développer leur pouvoir militaire, ce qui contribue à l'émergence d'une nouvelle classe de guerriers (bushi), mais aussi à l'augmentation du nombre de forgerons.
De plus, l'évolution des techniques militaires, et particulièrement l'adoption du combat monté, apporte de grandes modifications dans la forme des sabres qui deviennent plus courbés (ce qui constitue un avantage pour des raisons pratiques de maniement). Les autres conséquences de cette forte courbure intentionnelle est qu'elle renforce la résistance aux chocs et donne une meilleure capacité de coupe.
Ce n'est qu'au début de l'ère Kamakura qu'apparaîtra la première « école », forme initiale des traditions. Elle sera située dans la province de Yamashiro. Les avantages de cette organisation spécialisée vont très vite représenter la source de la création des autres écoles, situées principalement dans les provinces de Bizen, Bitchū, Hoki, Chikugo, Bungo, Satsuma et Yamato.

### Milieu, fin Kamakura
En règle générale, le sabre de l'ère Kamakura se distingue des sabres de Heian de par un aspect général plus imposant et moins raffiné. Cela peut s'expliquer premièrement par l'arrivée au pouvoir d'une classe guerrière plus rude, esthétiquement moins développée, et deuxièmement par l'impact des invasions mongoles (1274 et 1281). Les lames deviennent plus longues et plus larges près de la soie. De même, la pointe (kissaki) a tendance à s'allonger, ce qui rend l'ensemble beaucoup plus agressif. Les trempes complexes, qui confèrent plus de solidité à la lame, ont tendance à devenir beaucoup plus spectaculaires : ko-choji midare, koshi-no-hiraita-midare, etc.
D'un autre côté, les traditions se forment autour des maîtres forgerons. Il en découle une uniformisation des styles, propre à chaque région. Parmi les traditions, les principales sont originaires de Bizen, de Yamashiro, de Yamato, de Sōshu et de Mino.
De façon parallèle, la production de tantō, souvent courbes, se développe. Ils sont généralement d'une longueur d'environ 25 cm.

### Ère Nanboku-chō
Les conflits nombreux amènent des changements sur la forge des sabres. Les lames deviennent disproportionnées, larges, moto haba et saki haba, donc pas de funbari (rétrécissement de la lame), les pointes sont o kissaki et le kasane assez fin[pas clair]. C'est dans cette période qu'apparaissent les nodachi dont la longueur varie entre 1,20 m et 3 m (le tarōtachi, manié par le célèbre général Makara Naotaka à la bataille d'Anegawa est aujourd'hui préservé au sanctuaire d'Atsuta. Il a 220 cm de lame et pèse 4,5 kg, et donc environ 3 m de long au total en comptant la tsuka).
Toutefois, beaucoup de lames seront raccourcies par la suite. Les tanto sont sunnobi (forts nagasa de plus de 30 cm)[pas clair]. Les lames de naginata et de yari suivent aussi cette évolution. Cette époque marquera également l'avènement de la tradition Sōshu, l'un des gokaden.

### Ère Muromachi
À la fin de la période kotō, les guerres de la fin Nambokuchō prennent fin, laissant place à une paix générale. L'installation du shogunat à Muromachi semble avoir pour effet de ramener le style de vie de l'ancien shogunat de Kamakura. Cela n'est pas sans impact pour le sabre puisqu'il perd son caractère agressif de l'époque Nanboku-chō, et reprend les caractéristiques du sabre de Kamakura. Ainsi, les katana du début de la période Muromachi sont environ de 70 à 73 cm et les katana des ères Buniki (1501-1504) et Tenbun (1532-1555) varient aux alentours de 60 cm lors de sengoku jidai. Apparition du saki sori, inflexion accentuée vers le mono uchi.
L'uchigatana semble faire son apparition pendant l'ère Eikyo (1429-1441) mais prend sa forme définitive pendant la guerre d'Ōnin (1558-1591). Par extension, ceux d'une longueur supérieure à 60 cm sont appelés katana dans l'usage moderne japonais, alors que ceux dont la longueur est inférieure sont appelés wakizashi. Originellement, le terme uchigatana était employé pendant la période de Kamakura pour désigner les sabres utilisés par les personnes de basse classe sociale. Mais on ne sait pas exactement quand cette appellation a été remplacée dans le langage courant par les deux termes actuels.
Du point de vue qualité, d'une part les grands forgerons sont moins nombreux que dans les périodes précédentes et, d'autre part, la production artisanale se transforme durant l'ère Ōnin en production de masse, d'où généralement une période qualitativement assez pauvre. Les sabres produits à cette époque sont appelés kazuuchi-mono (数打物), souvent faits dans les régions de Bizen et de Mino. À noter que de bonnes lames sont encore produites avec les Bizen, la diminution voire la disparition de l'utsuri (le hamon passe de nioi deki en nie deki).[pas clair]
Plus tard, à la suite des changements stratégiques apportés par Oda Nobunaga pendant les guerres civiles de la fin de l'ère Muromachi, les lances (yari) deviennent plus utiles et sont désormais utilisées par les nobles à cheval aussi bien que par l'infanterie.

## Les sabresshintō
Azuchi Momoyama est une période très importante dans l'histoire du Japon. En effet, au début de l'ère Momoyama, de grands changements sociaux et économiques sont lancés par Toyotomi Hideyoshi. Parallèlement, les sabres japonais subissent une transformation impressionnante, d'où le terme shintō (新刀) qui signifie littéralement « nouveau sabre ».

### Ère Momoyama
Durant l'ère Momoyama (1573 à 1603), l'accession au pouvoir de Toyotomi Hideyoshi va être marquée par une vague de réformes militaires et administratives, qui vont favoriser l'établissement et le développement de châteaux, facilitant l'installation de zones commerciales et artisanales prospères. Parallèlement, de grandes voies de communication apparaissent, reliant ces places économiques, ce qui rend plus aisé l'échange des techniques entre artisans, mais aussi le transport des matières premières comme les minerais. La conséquence sera la disparition des styles propres aux écoles.
L'empire réunifié ne signifie pas pour autant relâchement militaire et la production de lames s'accentue. Par contre, l'impérative rapidité des temps de guerre fait place à une production plus soignée favorisant rapidement l'apparition de grands maîtres çà et là.
Pour ce qui est du style, la mode revient aux sabres de la période Kamakura et de Nanboku-chō. Les lames mesurent entre 73 et 76 cm et sont très légèrement courbées. Malheureusement, la qualité esthétique du grain de la lame des sabres shintō reste inférieure à celle des sabres kotō. La première explication de ce phénomène réside dans l'importation massive du fer par les Portugais et les Hollandais, débutant à la fin de l'ère Muromachi ; or, ce fer est de moins bonne qualité. La seconde cause de cette perte de qualité tient de l'utilisation d'un fer provenant de l'ouest du Japon, fer qui est de mauvaise qualité en raison d'une saturation de phosphore qui rend les lames cassantes. La dernière cause, mais non la moindre, est la perte de techniques de forge provoquée par les grandes productions de la fin Muromachi.
Autre phénomène important, c'est à cette période que le célèbre daishō (port simultané du katana et du wakizashi glissés dans l'obi) devient à la mode. La raison en est sans doute la nouvelle technique de combat appelée kenjutsu.

### Ère Edo
La période Edo (~1600 à 1868) marque une époque de paix où la recherche de l'esthétisme redevient un style de vie parmi les nobles. Cette tendance profite aux sabres qui reprennent les formes raffinées du kotō tout en innovant de nouvelles trempes à la fois plus spectaculaires et évocatrices. Le horimono (en) (image gravée sur la lame) perd son sens religieux pour faire place à des figures plus ornementales. Fait remarquable, les forgerons commencent à rajouter des titres à leurs noms dévoilant leur désir d'appartenir à une classe plus élevée.

## Les sabresshin-shintō

### Fin Edo
La fin de l'ère Edo marque la perte de pouvoir de la famille Tokugawa au profit d'une nouvelle classe de marchands. De grandes oppositions sur les problèmes de l'ouverture du Japon apparaissent à Satsuma et Hizen. Cette opposition oblige le shogunat à rendre le pouvoir à l'empereur, marquant ainsi le début de l'ère Meiji. Les sabres produits pendant cette période tentent de reprendre les modes de Kamakura et Nanboku-chō. Après une longue absence, le tachi est réintroduit.
Du point de vue du style, les sabres shin-shintō (新々刀) marquent le retour des cinq grandes traditions (gokaden). Toutefois, ces styles sont mélangés entre eux, ce qui donne une période de grande créativité. Les sabres de cette époque sont, par conséquent, d'une diversité jusque-là inconnue.
Suishinshi Masahide, issu d'une famille de samouraïs, est à l'initiative du mouvement Shin shinto (« nouveau sabre ») et d'un retour aux styles anciens. Il forma de nombreux élèves dont les plus fameux sont Naotane, Sadayoshi et Masayoshi. La période Shin shinto se caractérise par le retour des tachi des styles anciens, Bizen-den, Soshu-den, Yamashiro-den, Yamato-den et Mino-den mais aussi par la continuité du style Osaka mono d'Inoue Shinkaî ou de Tsuda Sukehiro. Durant cette période, la célèbre école Gassan et son ayasugi hada refait son apparition via Gassan Sadayoshi et Gassan Sadakazu.[pas clair]

### Milieu Meiji à nos jours

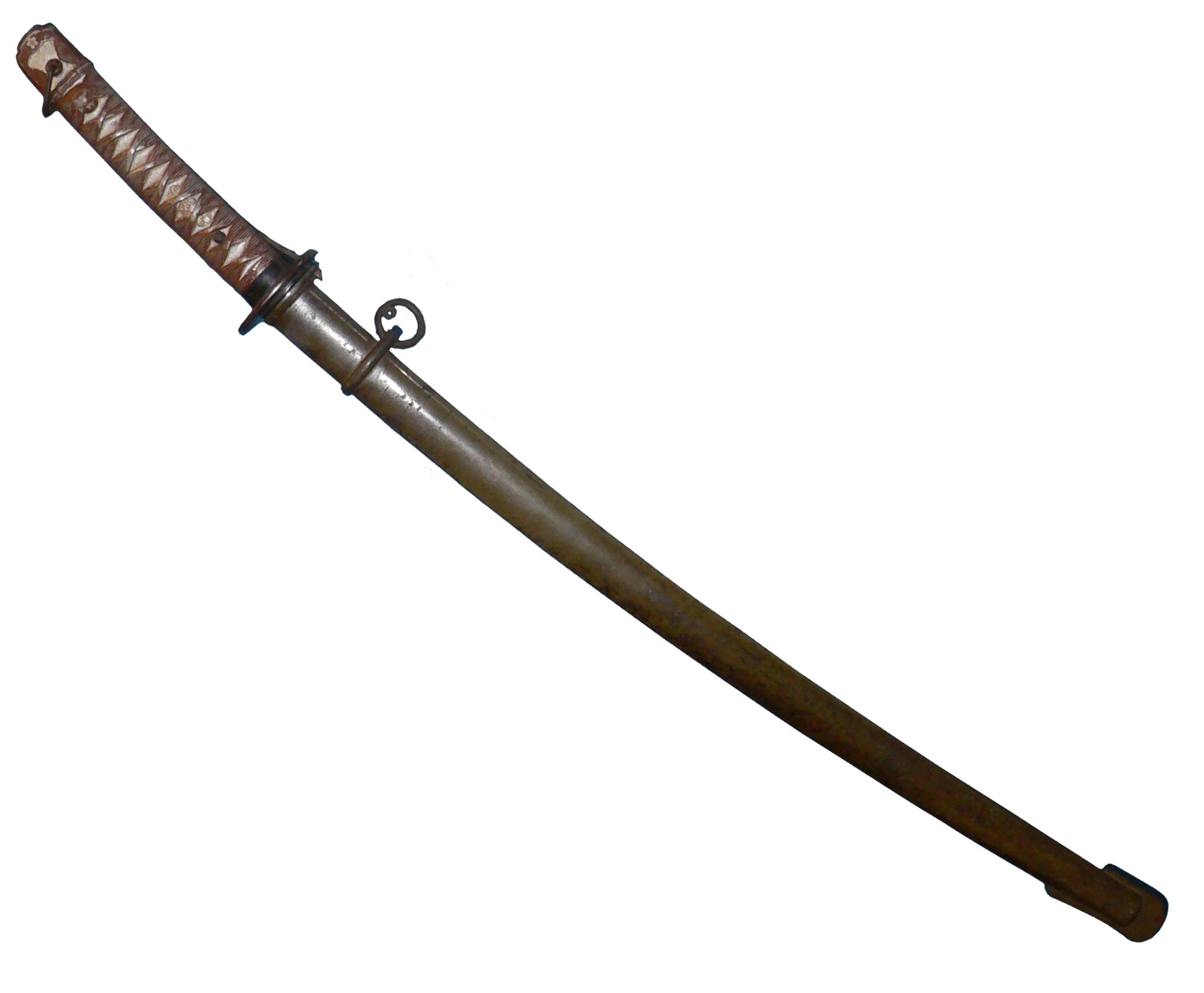
Showatō.

Si la période Meiji marque le retour au pouvoir de l'empereur, elle marque de même la disparition de la caste des samouraïs. L'interdiction de port du sabre implique un changement d'attitude : le sabre devient plus un symbole ou une œuvre artistique. Des organismes instaurent la reconnaissance et la préservation des œuvres majeures. En 1897, la nomination de sabres comme trésors nationaux est autorisée (sous une autre appellation). Peu après 1890, sous le patronage de la famille impériale, le titre de « trésor national vivant du Japon » est adopté en vue de promouvoir un savoir ancestral partagé par les meilleurs artisans du Japon.
Malgré l'infortune des sabres japonais lors de cette période, l'empereur Meiji lui-même était un grand collectionneur. De nombreuses lames de haute qualité lui sont offertes en tribut par la nouvelle noblesse kazoku. Malgré cela, le savoir-faire décline alors que la plupart des forgerons, afin de survivre, se lancent dans la production d'objets métalliques ne nécessitant pas un niveau de qualité aussi élevé, tel que des binettes, des couteaux de cuisine, des lames de ciseaux.
La Seconde Guerre mondiale sera la dernière période de fabrication de sabres dans un but militaire. Ces sabres sont appelés showatō. Cependant, peu de lames de cette période sont forgées selon les traditions ancestrales. La plupart sont issues des arsenaux de seki et portent l'estampille showa ou seki.
À cause de la différence énorme entre le nombre de sabres commandés et le nombre de forgerons disponibles, la production de masse a pour effet un très grand nombre de lames de qualité inférieure. Certains de ces forgerons n'ont même aucune expérience en fabrication de nippontō. C'est pourquoi les connaisseurs japonais regardent souvent les lames manufacturées à cette époque avec un mépris condescendant, ne les considérant pas comme de « vrais » nippontō, susceptibles d'être confisqués même longtemps après la fin de la guerre. Toutefois, en dehors du Japon, et particulièrement aux USA, les shōwatō sont collectionnés comme des artefacts historiques.
Mais heureusement, quelques forgerons traditionnels assurent une fabrication de qualité dont Gassan Sadakatsu, Nobufusa, le centre de forge Yasukuni et les forgerons accrédités Rikugun Jumei Tosho. Ce sont ces forgerons qui préservèrent le savoir-faire japonais et permirent son renouveau artistique dans le monde contemporain.

## Legendaitō(現代刀): le sabre contemporain
Sous l'égide de la Nihon bijutsu token hozon kyokai (日本美術刀剣保存協会, Société pour la préservation de l'art des sabres japonais [NBTHK]), le grand Tatara fut remis en activité et produit le tamahagane, l'acier indispensable à la production de nihonto. Les forgerons actuels, dont la formation et la production sont réglementées, assurent, par la création de 2 lames longues par mois, la continuité de cet art ancestral. Aujourd'hui, ceux-ci sont à même de reproduire l’utsuri (le reflet), souvent visible sur les lames kotō. La production actuelle donne la part belle au Bizen-den et au Soshu-den.
Des concours annuels sont organisés par la NBTHK où les forgerons sont récompensés. Il existe aujourd'hui deux trésors nationaux (Amada Akitsugu et Osumi Toshihira), ainsi qu'une multitude de forgerons classés mukansa (forgeron produisant des lames de très haute qualité), non moins talentueux : Yoshihara Yoshindo Tokyo, Yoshihara Kuniie Tokyo, Gassan Sadatoshi Nara, Kanbayashi Tsunehira Yamagata, Yamaguchi Kiyofusa Iwate, Kawachi Kunihira Nara…